# 1514.
◄ | 15. stoljeće | 16. stoljeće | 17. stoljeće | ►
◄ | 1480-ih | 1490-ih | 1500-ih | 1510-ih | 1520-ih | 1530-ih | 1540-ih | ►
◄◄ | ◄ | 1511. | 1512. | 1513. | 1514. | 1515. | 1516. | 1517. | ► | ►►
Arhitektura • Astronomija • Glazba • Kazalište • Kiparstvo • Knjige • Književnost • Kršćanstvo • Medicina • Politika • Pravo • Promet • Slikarstvo • Znanost
1514. je bila godina prema gregorijanskom kalendaru koja nije bila prijestupna, a započela je u nedjelju.

## Događaji
- ožujak – mir Luja XII. i Maksimilijana I.
- 7. kolovoza – U Tournaiu potpisan mirovni sporazum i savezništvo između Engleske i Francuske
- 23. kolovoza – Turci pod vodstvom sultana Selima I. pobjeđuju iransku vojsku u bici kod Čaldirana; Safavidski šah Ismail I. gubi Mezopotamiju i Anatoliju.
- 8. rujna – bitka kod Orše – Bjelorusi i Poljaci pobjeđuju rusku vojsku.
- početak vladavine Saida, čagatajskog kana u središnjoj Aziji.
- čagatajski kanovi pokreću pohod protiv Kine u Dunhuangu i Gansuu.
- u Indiji, Krišna Deva, vidžajanagarski kralj, napada Orisu.

## Rođenja
- 16. veljače – Georg Joachim Rheticus, matematičar i kartograf (umro 1574.).
- 8. ožujka – Akihisa Amago, japanski samuraj (umro 1562.).
- 23. ožujka – Lorenzino de Medici, talijanski pisac († 1548.).
- 31. prosinca – Andreas Vesalius, flamanski anatom i liječnik (umro 1564.).

## Smrti
- 11. travnja – Donato Bramante, talijanski graditelj i slikar (* 1444.)
- 25. listopada – William Elphinstone, škotski državnik (* 1431.).
- 28. studenog – Hartmann Schedel, njemački povjesničar, kartograf i humanist (* 1440.).

## Vanjske poveznice
|  | Zajednički poslužitelj ima još gradiva o temi 1514. |